# لاك أكونابويكان (كيبك)
لاك أكونابويكان (بالإنجليزية: Lac-Akonapwehikan, Quebec)‏ هي منطقة سكنية تقع في كندا في Antoine-Labelle Regional County Municipality. يقدر عدد سكانها بـ 0 نسمة ومساحتها 16.50 كم2 .